# Barão do Carmo
Barão do Carmo é um título criado pelo imperador Pedro II (r. 1831–1889), e subscrito pela princesa regente Isabel do Brasil por decreto de 12 de julho de 1876, em favor de Manuel Ferreira Pinto. Seu segundo titular foi José da Silva Figueiredo, a quem foi dado o título em 7 de janeiro de 1881. Acácio Ferreira Dias cita outra barão, Joaquim Batista Laper, que pode ter sido o terceiro titular.